# Rectoris luxiensis
Rectoris luxiensis es una especie de peces de la familia de los Cyprinidae en el orden de los Cypriniformes.

## Morfología
Los machos pueden llegar alcanzar los 16,6 cm de longitud total.

## Hábitat
Es un pez de agua dulce y de clima tropical.

## Distribución geográfica
Se encuentran en Asia: ríos Yuanjiang, Qingjiang y Daninghe en Sichuan (la China ).